# Liste der Kulturdenkmäler in Leimersheim
In der Liste der Kulturdenkmäler in Leimersheim sind alle Kulturdenkmäler der rheinland-pfälzischen Ortsgemeinde Leimersheim aufgeführt. Grundlage ist die Denkmalliste des Landes Rheinland-Pfalz (Stand: 26. Juni 2023).

## Denkmalzonen
| Bezeichnung                    | Lage                                      | Baujahr                | Beschreibung                                                                                        | Bild            |
| ------------------------------ | ----------------------------------------- | ---------------------- | --------------------------------------------------------------------------------------------------- | --------------- |
| Denkmalzone Untere Hauptstraße | Untere Hauptstraße 28, 30, 32 und 36 Lage | spätes 18. Jahrhundert | vier straßenbildprägende regionaltypische eingeschossige Fachwerkwohnhäuser, spätes 18. Jahrhundert | Fotos hochladen |

## Einzeldenkmäler
| Bezeichnung                         | Lage                                  | Baujahr                            | Beschreibung | Bild                           |
| ----------------------------------- | ------------------------------------- | ---------------------------------- | --- | ------------------------------ |
| Kriegergedächtniskapelle und Kreuze | Friedhofstraße, auf dem Friedhof Lage | ab 1811                            | Kriegergedächtniskapelle 1914/18: kleiner Bau mit integrierter Vorhalle, barockisierende Reformarchitektur; Friedhofskreuz, bezeichnet 1907; Kruzifix, Rotsandstein (sogenanntes Schmugglerkreuz), bezeichnet 18011 (wohl 1811)                       | weitere Bilder Fotos hochladen |
| Kriegerdenkmal                      | Friedhofstraße, auf dem Friedhof Lage | 1871                               | Kriegerdenkmal 1870/71, eingeweiht am 23. November 1871 | Fotos hochladen                |
| Brücke                              | Obere Hauptstraße Lage                |                                    | einbogige Straßenbrücke über den Erlenbach, Sandsteinquader | Fotos hochladen                |
| Wohnhaus                            | Obere Hauptstraße 4 Lage              | 18. Jahrhundert                    | langgestrecktes zweigeschossiges Fachwerkhaus, 18. Jahrhundert | Fotos hochladen                |
| Leimersheimer Mühle                 | Obere Hauptstraße 17 Lage             | zweite Hälfte des 18. Jahrhunderts | Mühlenanlage; stattliches Fachwerkhaus, teilweise massiv, zweite Hälfte des 18. Jahrhunderts, überdachtes Hoftor, bezeichnet 1843, Fachwerk-Nebengebäude, 18. oder 19. Jahrhundert, jüngere Scheune; großer Mühlenanbau, wohl aus dem 19. Jahrhundert | Fotos hochladen                |
| Hofanlage                           | Obere Hauptstraße 43 Lage             | 1727                               | Hofanlage; Fachwerkhaus, bezeichnet 1727; Nebengebäude überwiegend in Fachwerk | Fotos hochladen                |
| Skulptur                            | Pfarrgasse, an Nr. 1 Lage             |                                    | barocke Muschelnische mit barocker Sandsteinskulptur | Fotos hochladen                |
| Wohnhaus                            | Pfarrgasse 6 Lage                     | 17. Jahrhundert                    | Fachwerkhaus, 1685 erstmals urkundlich erwähnt, bis 1829 erste Schule in der Gemeinde | Fotos hochladen                |
| Katholische Pfarrkirche St. Gertrud | Untere Hauptstraße, an Nr. 3 Lage     | 1729–32                            | Chor des barocken Vorgängers, 1729–32, einbezogen in den Neubau von 1962 | weitere Bilder Fotos hochladen |
| Wohnhaus                            | Untere Hauptstraße 10 Lage            | frühes 19. Jahrhundert             | Fachwerkhaus, Krüppelwalmdach, frühes 19. Jahrhundert | Fotos hochladen                |
| Wachhaus                            | Untere Hauptstraße 12 Lage            | um 1800                            | ehemalige Wache; eingeschossiger Walmdachbau, Fachwerk, um 1800 | Fotos hochladen                |
| Wohnhaus                            | Untere Hauptstraße 36 Lage            | 1792                               | eingeschossiges Fachwerkhaus mit Kniestock, teilweise massiv, bezeichnet 1792 | Fotos hochladen                |
| Wohnhaus                            | Untere Hauptstraße 42 Lage            | 1731                               | ehemaliges Wohnhaus; eingeschossiger Fachwerkbau mit Kniestock, bezeichnet 1731 | Fotos hochladen                |